# 매일매일 사랑해
《매일매일 사랑해》는 대한민국의 가수 겸 에세이 작가 문현아의 첫 번째 에세이이다. 2014년 11월 22일 발간되었다. 다음 해 디지털 싱글 《집으로 들어가는 길이 좋아》의 CD를 포함한 한정판을 발간하였다. 문현아는 《매일매일 사랑해》를 통한 인세 수익 전액을 동물보호기금 마음나누미에 기부하였다.